# Rinus Schaap
Marinus Rinus Schaap (Hilversum, 22 februari 1922 – aldaar, 5 juni 2006) was een Nederlands voetballer.
Hij speelde als middenvelder bij Donar en 't Gooi en kwam dertienmaal uit voor het Nederlands elftal. 
Zoals meerdere voetballers van zijn generatie vertrok hij begin jaren vijftig naar het buitenland, omdat in Nederland alleen nog amateurvoetbal gespeeld werd. Hij speelde voor de Franse profclubs Toulouse FC en Racing Club de Paris.
De overgang naar Toulouse verliep chaotisch. De Franse tweededivisieclub had Schaap vanaf het begin van de competitie opgesteld terwijl hij nog niet speelgerechtigd was. De KNVB had de overschrijving pas per 1 november 1951 goedgekeurd. Schaap werd daarom geschorst totdat zijn club het aantal onrechtmatige duels had gespeeld. Pas vanaf begin maart 1952 mocht hij weer voetballen. 
Aan het einde van het seizoen 1951/52 was hij overbodig bij Toulouse omdat de club te veel buitenlanders onder contract had. Hij zou verkassen naar Troyes  maar dit ging niet door en in oktober 1952 werd hij ingelijfd door Racing Club de Paris dat dit seizoen degradeerde uit Ligue 1.
Schaap bleef daarna nog een seizoen waarin de Parijse club weer promoveerde naar de hoogste klasse.  
In maart 1953 maakte Schaap deel uit van het elftal van in het buitenland spelende profs, dat Frankrijk versloeg in een legendarische wedstrijd ten bate van het Rampenfonds na de watersnood. Na zijn tijd in Frankrijk keerde hij terug bij 't Gooi dat naar de Tweede klasse was gedegradeerd. 
Bij zijn rentree op 14 november 1954 tegen De Kennemers stonden ruim 10.000 toeschouwers langs de lijn op het sportpark in Hilversum. Hij kwam na een onderbreking van ruim vijf jaar ook weer in beeld voor het Nederlands elftal. Hij maakte zijn rentree in Oranje op 13 maart 1955 in de oefeninterland thuis tegen Denemarken (1-1).
Na zijn tweede periode bij 't Gooi speelde hij nog drie seizoenen bij Sportclub Enschede in de Eredivisie om als 39-jarige zijn loopbaan in 1961 bij 't Gooi af te sluiten. Direct na zijn afscheid ging hij als trainer aan de slag bij Koninklijke HFC.
Hij overleed in 2006 in zijn woonplaats Hilversum op 84-jarige leeftijd na een kort ziekbed.
De gemeente Hilversum reikt sinds 1991 jaarlijks de Rinus Schaap Prijs uit aan een inwoner die zich als vrijwilliger voor de sport verdienstelijk heeft gemaakt.

## Carrièrestatistieken
| Seizoen         | Club               | Land            | Competitie             | Competitie | Competitie | Beker | Beker | Internationaal | Internationaal | Overig | Overig | Totaal | Totaal |
| Seizoen         | Club               | Land            | Competitie             | Wed.       | Dlp.       | Wed.  | Dlp.  | Wed.           | Dlp.           | Wed.   | Dlp.   | Wed.   | Dlp.   |
| --------------- | ------------------ | --------------- | ---------------------- | ---------- | ---------- | ----- | ----- | -------------- | -------------- | ------ | ------ | ------ | ------ |
| 1947/48         | 't Gooi            | Nederland       | Eerste klasse West I   | ?          | 7          | –     | 0     | 0              | 0              | 0      | 0      | ?      | 7      |
| 1948/49         | ‘t Gooi            | Nederland       | Eerste klasse West I   | ?          | 4          | –     | 0     | 0              | 0              | 0      | 0      | ?      | 4      |
| 1949/50         | ‘t Gooi            | Nederland       | Eerste klasse West II  | 18         | 7          | –     | 0     | 0              | 0              | 0      | 0      | 18     | 7      |
| 1950/51         | ‘t Gooi            | Nederland       | Eerste klasse B        | 22         | 3          | –     | 0     | 0              | 0              | 0      | 0      | 22     | 3      |
| 1951/52         | Toulouse FC        | Frankrijk       | Ligue 2                | ?          | ?          | –     | 0     | 0              | 0              | 0      | 0      | ?      | ?      |
| 1952/53         | RC de Paris        | Frankrijk       | Ligue 1                | ?          | ?          | –     | 0     | 0              | 0              | 0      | 0      | ?      | ?      |
| 1953/54         | RC de Paris        | Frankrijk       | Ligue 2                | ?          | ?          | –     | 0     | 0              | 0              | 0      | 0      | ?      | ?      |
| 1954/55         | ‘t Gooi            | Nederland       | Tweede klasse A West I | 13         | 7          | –     | 0     | 0              | 0              | 0      | 0      | 13     | 7      |
| 1955/56         | 't Gooi            | Nederland       | Eerste klasse B        | ?          | 5          | –     | –     | 0              | 0              | 0      | 0      | ?      | 5      |
| 1956/57         | 't Gooi            | Nederland       | Tweede divisie B       | ?          | 7          | –     | 0     | 0              | 0              | 0      | 0      | ?      | 7      |
| 1957/58         | Sportclub Enschede | Nederland       | Eredivisie             | 33         | 2          | –     | 0     | 0              | 0              | 0      | 0      | 33     | 2      |
| 1958/59         | Sportclub Enschede | Nederland       | Eredivisie             | 31         | 2          | –     | 0     | 0              | 0              | 0      | 0      | 31     | 2      |
| 1959/60         | Sportclub Enschede | Nederland       | Eredivisie             | 31         | 0          | –     | –     | 0              | 0              | 0      | 0      | 31     | 0      |
| 1960/61         | ‘t Gooi            | Nederland       | Eerste divisie B       | ?          | 0          | –     | –     | –              | –              | –      | –      | ?      | 0      |
| Carrière totaal | Carrière totaal    | Carrière totaal | Carrière totaal        | –          | –          | –     | –     | 0              | 0              | 0      | 0      | –      | –      |